# Ochtezeele

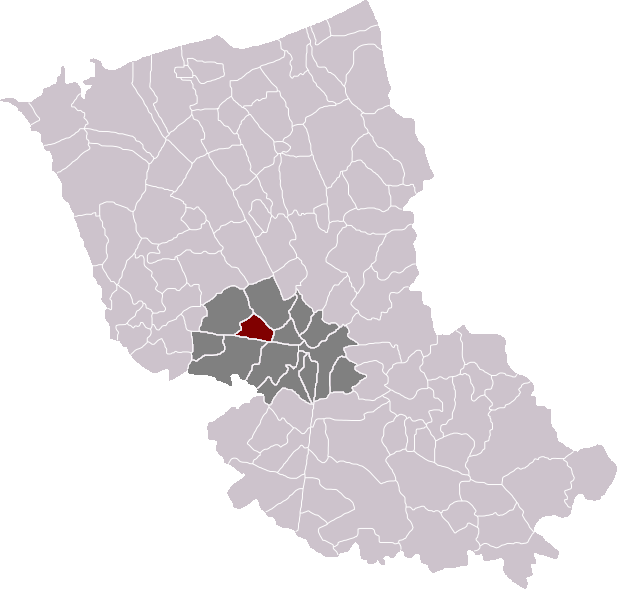
Localització d'Ochtezeele

Ochtezeele (en neerlandès Ochtezele) és un municipi francès, situat a la regió dels Alts de França, al departament del Nord, que forma part de la Westhoek. L'any 2006 tenia 295 habitants. Limita al nord amb Arnèke, a l'oest amb Rubrouck, a l'est amb Wemaers-Cappel, al sud amb Noordpeene i al sud-est amb Zuytpeene.

## Demografia
| 1962                                       | 1968 | 1975 | 1982 | 1990 | 1999 |
| ------------------------------------------ | ---- | ---- | ---- | ---- | ---- |
| 674                                        | 748  | 692  | 693  | 705  | 674  |
| Des de 1962: població sense dobles comptes |      |      |      |      |      |

## Administració
| Període | Identitat         | Partit |
| ------- | ----------------- | ------ |
| 2001-   | Bernard Dusautier |        |

## Agermanaments
- Grundviller (Lorena)